# Business Social Compliance Initiative
Het Business Social Compliance Initiative (BSCI) is een initiatief van bedrijven die zich inzetten voor betere arbeidsomstandigheden in hun wereldwijde toeleveringsketen. BSCI biedt een gemeenschappelijke gedragscode en een stappenplan aan bedrijven dat op alle sectoren en productielanden van toepassing is.

## Gedragscode
BSCI biedt bedrijven een gedragscode aan, die hen ondersteunt bij hun inspanningen om een ethische toeleveringsketen op te zetten. Deze gedragscode is gebaseerd op internationale verdragen die de rechten van werknemers beschermen. Hierbij gaat het om de volgende sleutelbegrippen: een maatschappelijk verantwoord beleid, vrijheid van vereniging, arbeidsduur en overwerk, non-discriminatie, tegengaan van kinderarbeid en dwangarbeid, speciale bescherming van jonge werknemers, uitbetalen van een minimumloon, voorzieningen voor een veilige en gezonde werkvloer, milieubescherming en geen onzekere werkgelegenheid.

## Verwachtingen van deelnemende bedrijven
Om de juiste implementatie van de gedragscode in de toeleveringsketen te verzekeren, wordt van de deelnemende bedrijven gevraagd dat ze aan bepaalde vereisten voldoen. Deze bedrijven zien zich verplicht binnen een bepaalde duur 2/3 van hun productieketen in risicolanden bij het BSCI-proces te betrekken.

## Aanpak
Volgens de Nederlandse BSCI-website is het systeem gebaseerd op drie kernactiviteiten:
- Onafhankelijke audits van werkomstandigheden in fabrieken en landbouwbedrijven
- Workshops aanbieden aan bedrijven en hun leveranciers
- Dialoog voeren met stakeholders zoals overheden en vakbonden

## Geschiedenis
De BSCI werd in 2003 door de Foreign Trade Association (FTA) opgericht. Het initiatief begon als een privaat-publieke samenwerking (PPS) met het Duitse agentschap voor ontwikkelingssamenwerking GIZ met als doel in 11 landen een gemeenschappelijke aanpak in te voeren om de werkomstandigheden van de leveranciers van Duitse detailhandelaars te verbeteren. Sinds 2004 is BSCI actief in de meeste toeleverinsglanden van Europese importeurs en detailhandelaars. De laatste jaren is het ledenaantal van BSCI sterk gestegen: van een honderdtal in 2007 tot meer dan 1000 tegen eind 2012. Hieronder bevinden zich om de 300 Nederlandse en Belgische bedrijven.

### Verdragen ter bescherming van de rechten van arbeiders
- ILO Conventies
- de VN-verklaring van de Rechten van de Mens
- de VN-verklaring van de Rechten van het Kind
- The Convention on the Elimination of All Forms of Discrimination against Women
- UN Global Compact
- de OESO Richtlijnen voor Multinationale Ondernemingen

## Verwijzingen
1. ↑  Gedragscode
2. ↑  BSCI Commitment
3. ↑  BSCI Nederland
4. ↑  Foreign Trade Association (FTA). Gearchiveerd op 29 december 2017.
5. ↑  PPS met GTZ
6. ↑  BSCI Jaarverslag 2012